# Kollaboráció
Együttműködés az elnyomó hatalommal vagy az ellenséges megszállókkal. Az együttműködés módja lehet aktív vagy passzív.

## Az együttműködés módja

### Passzív
Ha valaki közömbösen éli az életét, ahelyett hogy szüntelenül lázadna az elnyomó (megszálló) hatalom ellen.

### Aktív
- Egyszerű párttagként nyújt segédkezet a rendszer elismertetéséhez.
- Az elnyomó (megszálló) által szervezett közigazgatásban szerepet vállal.
- Beszervezett ügynökként az elnyomó hatalom rendelkezésére áll.
- Párthatalmi tisztségviselőként szolgálja ki, vagy gyakorolja az elnyomó (megszálló) hatalmat.